# 雷克霍
雷克霍，是西班牙卡斯蒂利亚-莱昂萨莫拉省的一个市镇。 总面积46平方公里，总人口188人（2001年），人口密度4人/平方公里。